# Auburn, Alabama
Auburn là một thành phố thuộc tiểu bang Alabama, Hoa Kỳ. Thành phố có diện tích 140,8 km², dân số thời điểm năm 2009 là 57.833 người.